# Bothriurus rubescens
Espèce
Bothriurus rubescens est une espèce de scorpions de la famille des Bothriuridae.

## Distribution
Cette espèce est endémique du Paraná au Brésil.

## Publication originale
- Mello-Leitão, 1947 : Três novas espécies de Bothriurus do Paraná e. Santa Catarina. Boletim do Museu Nacional (Nova Série), Zoologia, Rio de. Janeiro, no 75, p. 1-10.